# Asa församling
Asa församling var en församling i Växjö stift, i Växjö kommun, Kronobergs län. Församlingen uppgick 2010 i Aneboda-Asa-Bergs församling.
Församlingskyrka var Asa kyrka.

## Administrativ historik
Församlingen har medeltida ursprung.
Församlingen utgjorde under medeltiden ett eget pastorat för att senare senare bilda pastorat med Tolgs församling. Från 19 september 1559 utgjorde församlingen annexförsamling i pastoratet Tolg, Asa och Tjureda. År 1962 bildade församlingen pastorat med Aneboda och Bergs församlingar. Församlingen uppgick 2010 i Aneboda-Asa-Bergs församling
Församlingskod var 078023.